# Herbert Nachbar
Herbert Nachbar (* 12. Februar 1930 in Wieck bei Greifswald; † 25. Mai 1980 in Ost-Berlin) war ein deutscher Schriftsteller.

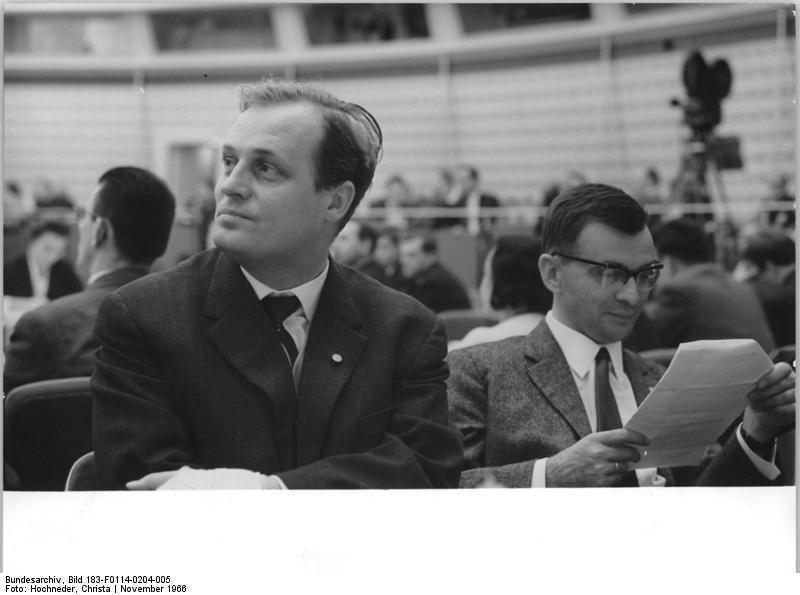
Herbert Nachbar (links) mit dem Rundfunkfunktionär Manfred Engelhardt, 1966

## Leben
Herbert Nachbar war der Sohn eines Fischers. Von 1936 bis 1940 besuchte er die Volksschule in Wolgast, anschließend die Lehrerbildungsanstalt in Pasewalk. Nach einer kurzen Zeit als Elektrikerlehrling war er Schüler einer Oberschule in Rostock, an der er 1950 sein Abitur ablegte. Nachbar begann ein Studium der Medizin an der Humboldt-Universität zu Berlin, das er nach zwei Semestern abbrach. Bis 1953 arbeitete er als Lokalreporter und Redakteur für verschiedene Ost-Berliner Tageszeitungen, danach als Lektor für den Aufbau-Verlag. Ab 1957 war er freier Schriftsteller. Nachbar lebte an wechselnden Orten: bis 1959 in Freesenort auf der Insel Ummanz, von 1960 bis 1963 in Ost-Berlin, von 1963 bis 1969 in Graal-Müritz sowie ab 1969 wieder in Ost-Berlin. Ab 1968 war er Chefdramaturg am Volkstheater Rostock, später beim DDR-Fernsehen in Berlin. Sein Tod war die Folge einer schweren Krankheit, durch die er seit 1978 auf einen Rollstuhl angewiesen war.
Nachbar war Mitglied des Schriftstellerverbandes der DDR und des P.E.N.-Zentrums der DDR.
Herbert Nachbar war seit 1951 verheiratet mit der Malerin Brigitte N. Kröning. 1955 wurden Tochter Sabine und 1964 Sohn Robert geboren.
Er wurde in der Künstlerabteilung des Berliner Zentralfriedhofs Friedrichsfelde beigesetzt.

## Künstlerisches Schaffen
Herbert Nachbar war Verfasser von Romanen, Erzählungen und Fernsehdrehbüchern. In seinen frühen Romanen schilderte er das Leben in Fischerdörfern an der Ostseeküste; später erweiterte er sein Themenspektrum und verarbeitete teilweise eigene Erfahrungen in seinen Büchern. Einige seiner späten Werke sind von Sagen des
Ostseeraums und Skandinaviens geprägt und tragen fantastisch-romantische Züge.

## Auszeichnungen und Ehrungen
- 1957 Heinrich-Mann-Preis

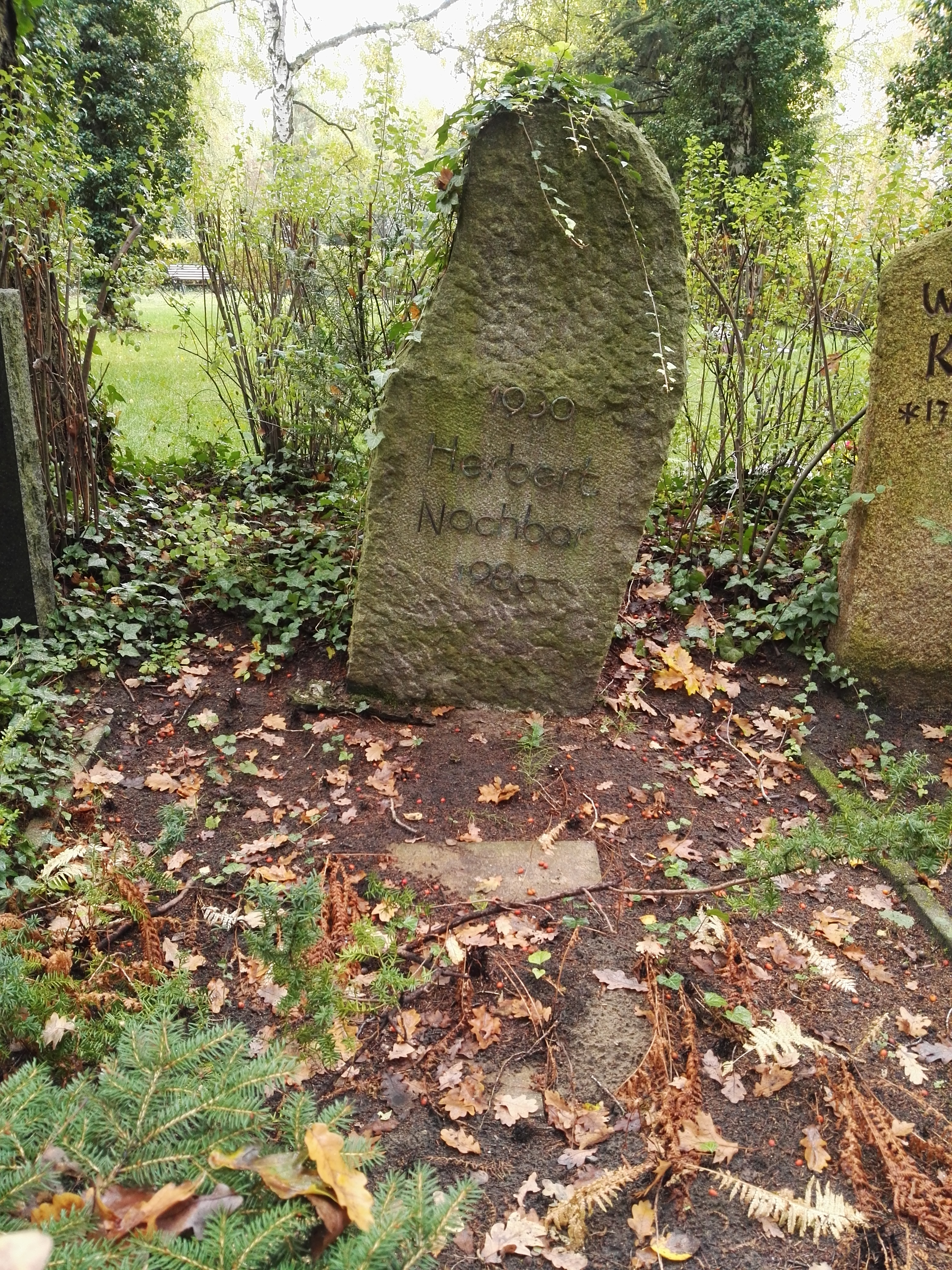
Grab von Herbert Nachbar auf dem Zentralfriedhof Friedrichsfelde in Berlin

- 1961 Literaturpreis des Freien Deutschen Gewerkschaftsbundes
- 1966 Johannes-R.-Becher-Medaille in Silber
- 1976 Nationalpreis der DDR 2. Klasse
- 1980 Vaterländischen Verdienstorden in Bronze

## Werke
- Der Mond hat einen Hof, Aufbau Verlag, Berlin 1956
- Die gestohlene Insel, Aufbau Verlag, Berlin 1958
- Die Hochzeit von Länneken: Roman, Berlin 1960 (1964 DEFA-Spielfilm Die Hochzeit von Länneken)
- Der Tod des Admirals, Aufbau Verlag, Berlin 1960
- Brasilienfahrt, Hinstorff Verlag, Rostock 1961 (zusammen mit Gerhard Vetter)
- Oben fährt der Große Wagen, Hinstorff Verlag, Rostock 1963 (1966 Fernsehfilm)
- Ein Feldherr sucht seine Mutter, Hinstorff Verlag, Rostock 1965
- Haus unterm Regen, Aufbau Verlag, Berlin und Weimar 1965
- Meister Zillmann, Hinstorff Verlag, Rostock 1965
- Die Millionen des Knut Brümmer, Hinstorff Verlag, Rostock 1970
- Die Meisterjungfer, Hinstorff Verlag, Rostock 1970 (als Herausgeber)
- Ein dunkler Stern, Aufbau Verlag, Berlin und Weimar 1973
- Pumpendings seltsame Reise, Aufbau Verlag, Berlin und Weimar Berlin 1975
- Der Weg nach Samoa, Aufbau Verlag, Berlin und Weimar 1976
- Das fliegende Paddelboot, Kinderbuchverlag, Berlin 1979
- Keller der alten Schmiede, Aufbau Verlag, Berlin und Weimar Berlin 1979
- Helena und die Heimsuchung, Aufbau Verlag, Berlin und Weimar 1981
- Die große Fahrt, Aufbau Verlag, Berlin und Weimar 1982
- Der Junge mit den knielangen Hosen, Aufbau Verlag, Berlin 1984